# Leichtathletik-Weltmeisterschaften 2023/Teilnehmer (Guatemala)
| Gelbes Symbol für Goldmedaillen mit stilisierten Olympischen Ringen | Graues Symbol für Silbermedaillen mit stilisierten Olympischen Ringen | Braundes Symbol für Bronzemedaillen mit stilisierten Olympischen Ringen |
| ------------------------------------------------------------------- | --------------------------------------------------------------------- | ----------------------------------------------------------------------- |
| —                                                                   | —                                                                     | —                                                                       |

Der Leichtathletikverband von Guatemala nahm an den Leichtathletik-Weltmeisterschaften 2023 in Budapest teil. Drei Athleten und eine Athletin wurden vom guatemaltekischen Verband nominiert.

## Ergebnisse

### Männer

#### Laufdisziplinen
| Athlet                  | Disziplin   | Vorlauf      | Vorlauf | Halbfinale | Halbfinale | Finale       | Finale |
| Athlet                  | Disziplin   | Zeit         | Platz   | Zeit       | Platz      | Zeit         | Platz  |
| ----------------------- | ----------- | ------------ | ------- | ---------- | ---------- | ------------ | ------ |
| Luis Grijalva           | 5000 m      | 13:32,73 min | 01      |            |            | 13:12,50 min | 04     |
| José Alejandro Barrondo | 20 km Gehen |              |         |            |            | 1:23:33 h    | 31     |
| José Ortiz              | 20 km Gehen |              |         |            |            | 1:26:29 h    | 42     |

### Frauen

#### Laufdisziplinen
| Athletin       | Disziplin   | Vorlauf | Vorlauf | Halbfinale | Halbfinale | Finale | Finale |
| Athletin       | Disziplin   | Zeit    | Platz   | Zeit       | Platz      | Zeit   | Platz  |
| -------------- | ----------- | ------- | ------- | ---------- | ---------- | ------ | ------ |
| Maritza Poncio | 20 km Gehen |         |         |            |            | DNF    | DNF    |